# Neoechinorhynchus nigeriensis
Neoechinorhynchus nigeriensis är en hakmaskart som beskrevs av Farooqi 1981. Neoechinorhynchus nigeriensis ingår i släktet Neoechinorhynchus och familjen Neoechinorhynchidae. Inga underarter finns listade i Catalogue of Life.